# Stine Bjerregaard
Kristine Louise „Stine“ Bjerregaard (* 5. September 1986 in Dänemark) ist eine dänische Schauspielerin.

## Leben
Stine Bjerregaard debütierte frühzeitig als Kinder- und Jugenddarstellerin in verschiedenen Theaterstücken sowie in Film- und Fernsehserien. Im Alter von neun Jahren trat sie als Kinderdarsteller auf mehreren dänischen Bühnen auf, so unter anderem im Amagerscenen-Theater, Nørrebros Teater, Det Ny Teater und im Tivoli-Theater auf. Im gleichen Alter hatte sie auch 1994 ihr Filmdebüt in der Fernsehserie Vildbassen und 1995 in deren Film Kun en pige. Darüber hinaus war sie im Kindesalter als dänische Synchronsprecherin in einigen Animationsfilmen, wie z. B. als Pippi in Pippi Langstrumpf tätig. In Dänemark wurde sie hauptsächlich bekannt in der Rolle der Yvonne aus der Juniorversion der Olsenbande, die erstmals 1999 im TV-Julekalender von TV 2 aufgeführt wurde. Im deutschsprachigen Raum hatte sie ihren bisher bekanntesten Auftritt als Stine in dem dänischen Film Für immer und ewig. Im Erwachsenenalter gab sie ihre Schauspielertätigkeit wieder auf. Bjerregaard absolvierte 2012 an der Designskolen i Kolding (Design-Fachschule in Kolding) einen Abschluss zum Grafiker und Illustrator.

## Filmografie
- 1994: Vildbassen
- 1995: Kun en pige
- 1997: Nonnebørn, als Benedicte
- 1998: Forbudt for børn
- 1999: Finn’sk fjernsyn
- 1999–2000: Olsen-bandens første kup – dänische Weihnachtsserie, als Yvonne
- 2001: Plan B, als Jenny Gregersen
- 2002: Für immer und ewig (Elsker Dig For Evigt), als Stine
- 2002–2003: Snurre Snups søndagsklub (Fernsehserie)